# Aulus Semproni Atratí (mestre de la cavalleria)
Aulus Semproni Atratí (llatí: Aulus Sempronius Atratinus) va ser un magistrat romà. Formava part de la gens Semprònia, una família romana molt antiga.
L'any 380 aC va ser nomenat Magister equitum pel dictador Tit Quinti Cincinnat Capitolí, que li va encarregar de dirigir el primer atac amb la cavalleria contra els habitants de Praeneste, prop del riu Àl·lia, on els romans havien estat derrotats pels gals de Brennus a la batalla del mateix nom.
| «                                         | Els prenestins no van poder resistir l'impacte de la cavalleria ni de la infanteria. Les seves files van ser derrotades en el primer enfrontament que van realitzar acompanyats del crit de guerra | » |
| — Titus Livi, Ab Urbe Condita, VI, 3, 28. | |   |